# Vlag van oblast Voronezj
De vlag van oblast Voronezj is in gebruik sinds 30 mei 2005. De vlag is rood met een berg grote gele stenen aan de onderkant. Op de helling van de berg staat een omgevallen witte kruik waaruit een stroom water (ook in het wit) stroomt. Deze vlag is een wapenschild waarin rood symbool staat voor arbeid; goud (geel) voor oogst, licht en spiritualiteit; en zilver (wit) voor grootmoedigheid. De berg weerspiegelt de geografie van het gebied, de kruik is een symbool van de rijkdom en vruchtbaarheid van de regio en het water staat voor de Voronezj-rivier. Het ontwerp van de vlag was een samenwerking van de Unie van Heraldisten van Rusland personen die op de lijst staan als de ontwerpers.
Een eerdere vlag, gebruikt van 1 juli 1997 tot en met 30 mei 2005, leek op de vlag van de Russische Socialistische Federatieve Sovjetrepubliek met een rood veld en een enkele blauwe baan aan de broeking. Een eerdere versie van het wapen van de oblast was gecentreerd in het rode gedeelte van de vlag.